# اکتروپی
واژهٔ اِکتروپی نخستین بار توسط ریاضی‌دان و فیلسوف ویلارد کواین در اواخر قرن بیستم استفاده شد. 
اکتروپی کمیتی ترمودینامیکی است که اندازه‌ای برای درجهٔ بازگشت به نظم در هر سیستم است. اکتروپی در واقع متضاد انتروپی است. این واژه بیشتر برای درک بهتر مفاهیم مرتبط استفاده می‌شود.
قانون دوم ترمودینامیک به این نکته می‌پردازد که در یک سیستم بسته، اکتروپی کاهش پیدا خواهد کرد. یک ارگانیسم که از جهان پیرامون خود منزوی شده نابود خواهد شد چون اکتروپی در آن کم می‌شود. او برای ادامه زندگی نیازمند دریافت اکتروپی از محیط است.